# Yachiyo (Ibaraki)
Pour les articles homonymes, voir Yachiyo (homonymie).
Yachiyo (八千代町, Yachiyo-machi) est un bourg du district de Yūki, dans la préfecture d'Ibaraki, au Japon.

## Géographie

### Démographie
Au 1er janvier 2014, la population de Yachiyo s'élevait à 22 486 habitants répartis sur une superficie de 59,10 km2.